# Upp i rök
Upp i rök är ett återkommande berättargrepp inom deckargenren.
Gåtan handlar om att något eller någon försvinner oförklarligt inför ett antal pålitliga vittnen, såsom i Poes novell Det undansnillade brevet från 1845.
Upp i rök är också titeln på en novellsamling från 1971 av den svenske deckarkännaren Jan Broberg där temat var just märkliga försvinnanden.